# Branchinotogluma sandersi
Branchinotogluma sandersi är en ringmaskart som beskrevs av Pettibone 1985. Branchinotogluma sandersi ingår i släktet Branchinotogluma och familjen Polynoidae. Inga underarter finns listade i Catalogue of Life.